# 市川中車 (8代目)

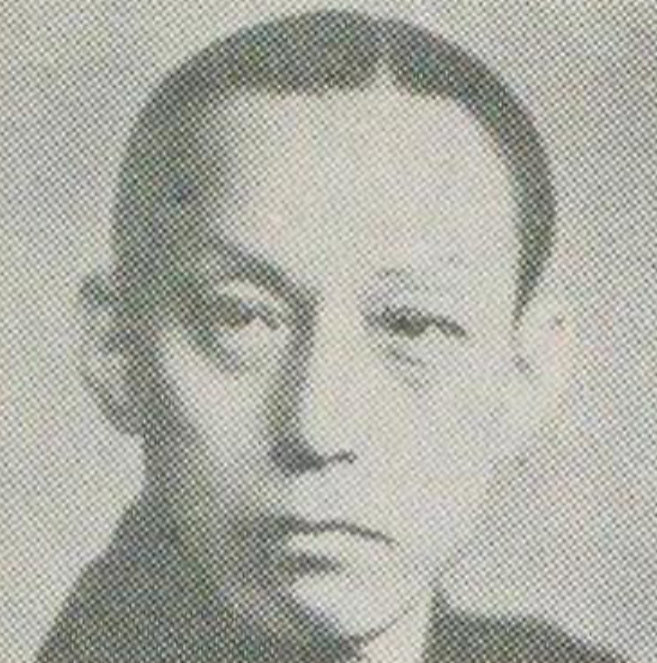
市川中車

八代目 市川 中車（いちかわ ちゅうしゃ、1896年（明治29年）11月10日または11月2日 - 1971年（昭和46年）6月20日）は、歌舞伎役者、映画俳優。屋号は立花屋。定紋は大割牡丹、替紋は三升の中に八の字。俳名に中車。本名は喜熨斗 倭貞（きのし しずさだ）。
歌舞伎名跡「市川八百蔵」を襲名した者は8名を数え、そのすべてが「中車」を俳名または名跡に使っているが、日本映画で「八百蔵」「中車」といえば 、通常はこの八代目のことを指す。

## 来歴・人物
初代市川猿之助の次男として東京市に生まれる。兄は二代目市川猿之助。1913年（大正2年）10月、歌舞伎座『象引』で「（初代）市川松尾」を名乗り初舞台を踏む。ここから役者人生が始まるが、教育熱心な父の方針で旧制京華商業学校に進学、さらに卒業している。「役者に学歴は不要」という風潮が強かった当時の梨園において、これは極めて稀な経歴である。
1916年（大正5年）3月、七代目市川八百蔵の養子に入る。養家市川八百蔵の立花屋は、実家市川猿之助の澤瀉屋と同様、市川宗家を中心とした市川一門の番頭格の家である。従前は立花屋が譜代、澤瀉屋が新参という構図だったが、この頃までにその関係は完全に逆転していた。
2年後、還暦を控えた養父はこれを一つの節目として、俳名として使っていた「中車」をあらたに名跡「市川中車」として襲名することにした。こうして1918年（大正7年）10月、「市川八百蔵」の名跡を譲られ、歌舞伎座『随市川鳴神曾我』で八代目市川八百蔵を襲名した。
1925年（大正14年）、牧野省三・衣笠貞之助監督の『天一坊と伊賀亮』に「市川八百蔵」の芸名で出演、続く沼田紅緑監督の『切られの与三郎』では主演した。
1953年（昭和28年）、歌舞伎座『太閤記』の光秀で八代目市川中車を襲名。1959年（昭和34年）、芸術選奨を受賞。
1961年（昭和36年）には八代目松本幸四郎とともに東宝に入社。1968年（昭和43年）、勲四等瑞宝章を受章する。
最後の舞台は1971年（昭和46年）6月国立劇場『梅雨小袖昔八丈』（髪結新三）の家主長兵衛。20日の舞台を勤めたあと自宅に帰って急死、74歳だった。当時放映中だったテレビ時代劇『大忠臣蔵』では、中車がつとめていた吉良上野介の代役に、急遽実弟の二代目市川小太夫が立てられ、小太夫が引き継いだ回の番組冒頭では、異例の引き継ぎ口上が述べられた。
墓所は七代目と同じ青山霊園。
娘（アメリカ在住で放送時91歳。四代目市川猿之助の曽祖伯叔母にあたる）が、2012年11月6日放送のNHK総合テレビ『ファミリーヒストリー』（四代目市川猿之助がゲストの回）で、母らとともに取り上げられた。

## 芸風
立役でも脇にまわることが多く、苦みばしった容貌で存在感を示した。『三人吉三廓初買』の伝吉、『与話情浮名横櫛』（切られ与三）の蝙蝠安、仮名手本忠臣蔵の高師直などが当り役。
『忠臣蔵』映像作品でも、上記の師直にあたる敵役・吉良上野介を、映画『忠臣蔵 花の巻・雪の巻』（1962年）とテレビ『大忠臣蔵』（1971年）で2回演じて、当たり役にしていた。細身の体格も生かして、的確な演技で金と女に目がない上野介の小物ぶりを見せていたが、先述通りテレビドラマ版では討入り場面の撮影前に急逝、務めあげずして同作が遺作となってしまうという、惜しまれる最期だった。 

## 後任
兄・中車の急死後に引き継いだ。
- 二代目市川小太夫 - 吉良上野介役『大忠臣蔵』（第47話以降）

## 主な出演

### 映画
- 野盗風の中を走る（1961年、東宝）- 明智源三郎義輝
- 忠臣蔵 花の巻・雪の巻（1962年、東宝） - 吉良上野介
- 雪之丞変化（1963年、大映）‐ 中村菊之丞
- 侍（1965年、東宝）- 松平左兵督
- 佐々木小次郎（1967年、東宝）- 曽呂利伴内
- 待ち伏せ（1970年、東宝）- 名知らぬ武士

### テレビドラマ
- お好み日曜座「人情紙風船」（1958年、NHK）
- 松本清張シリーズ・黒い断層「坂道の家」（1960年、KRT） - 寺島吉太郎 役
- 日立ファミリーステージ 第23話「町の島帰り」（1962年、TBS） - 仁蔵 役
- 姿三四郎（1962年、NHK）
- 新・のれん太平記（1965年、CX） - 竹本清吉 役
- 青春とはなんだ 第30話「花咲く丘」（1966年、NTV）
- 五人の野武士 第16話「野望に賭ける」（1969年、NTV）
- 鬼平犯科帳（松本幸四郎版）第1話「血頭の丹兵衛」（1969年、NET / 東宝）- 血頭の丹兵衛 役
- 大忠臣蔵（1971年、NET） - 吉良上野介

### 吹き替え
- カートライト兄弟 - ベン